# Belarmino Tomás
Pour les articles homonymes, voir Tomas.
Belarmino Tomás Álvarez (29 avril 1892, Aguilar de Campos (province de Valladolid) - 14 septembre 1950, Mexique), fut un syndicaliste et homme politique socialiste espagnol.

## Biographie
Né, non pas dans la paroisse de Gijón de Lavandera comme on peut le lire dans certains textes et autres récits sur sa vie, mais bien à Aguilar de Campos, dans la province de Valladolid, Belarmino Tomás était le fils de Sandalio Tomás Piquero et Cándida Álvarez Álvarez.
Il fut secrétaire du syndicat minier asturien (fédération minière de l'UGT), mais également membre de la Fédération internationale des mineurs et conseiller municipal de la mairie de Langreo.
En tant que l'un des principaux dirigeants ouvriers pendant la révolution de 1934 menée contre le gouvernement républicain espagnol, il commanda une colonne de miliciens.
En février 1936, il fut élu député du Front populaire par les Asturies. Durant le mois d'août de cette même année, lors de la guerre civile espagnole, il attaqua Oviedo à la tête des colonnes des mineurs qu'il avait sous ses ordres.
Le 24 août 1937, il fut nommé président du Conseil souverain des Asturies et de León. Il resta par la suite à Gijón jusqu'à ce que la ville fût prise par les forces nationalistes le 20 octobre 1937, ce qui le contraignit aussitôt à passer en zone républicaine où il continua la lutte sur divers fronts. À la fin de la guerre, il s'exila au Mexique où il mourut finalement en 1950.

## Sources
- (es) Cet article est partiellement ou en totalité issu de l’article de Wikipédia en espagnol intitulé « Belarmino Tomás » (voir la liste des auteurs).